# 常盤軒
株式会社常盤軒（ときわけん）は、東京都品川区にある食品会社である。

## 概要
JR品川駅構内で立ち食いそば・うどん店や居酒屋を営業する。
仕出し弁当やケータリングなども手掛けたが、ティーケーピーの子会社へ事業譲渡した。

## 歴史
- 1922年 - 加藤友三郎政権で鉄道大臣を務める伯爵大木遠吉が、小松帯刀が1867年に鉄道敷設建白書を呈上した功績を考慮し、帯刀の孫で伯爵の小松重春に品川駅立売営業権を許可する。
- 1923年 - 弁当などを発売する。
- 1964年 - 立ち食いそば店を開業する。
- 1977年 - ケータリング部門を開始する。
- 1983年 - 品川駅構内で居酒屋「薩摩屋敷」を開店する。
- 1998年 - 品川駅自由通路開通に伴い居酒屋「薩摩屋敷」を閉鎖して新店舗を開く。そば売店弁当店「あずみ野」を開店する。
- 2005年 - 本社と工場を東京都品川区から大田区へ移転する。
- 2010年 - 居酒屋「薩摩屋敷」とそば売店弁当店「あずみ野」を閉鎖し、品川駅で弁当販売を終売する。
- 2011年5月16日 - エキュート品川サウスに蕎麦屋「かき揚げ蕎麦 吉利庵」と居酒屋「品川 ひおき」を開店する。
- 2013年2月26日 - 仕出し弁当製造事業を、株式会社ティーケーピーが設立した株式会社常盤軒フーズへ譲渡[1]する。
- 2019年1月22日 - 本社を港区港南から品川区北品川へ移転する。

## 店舗

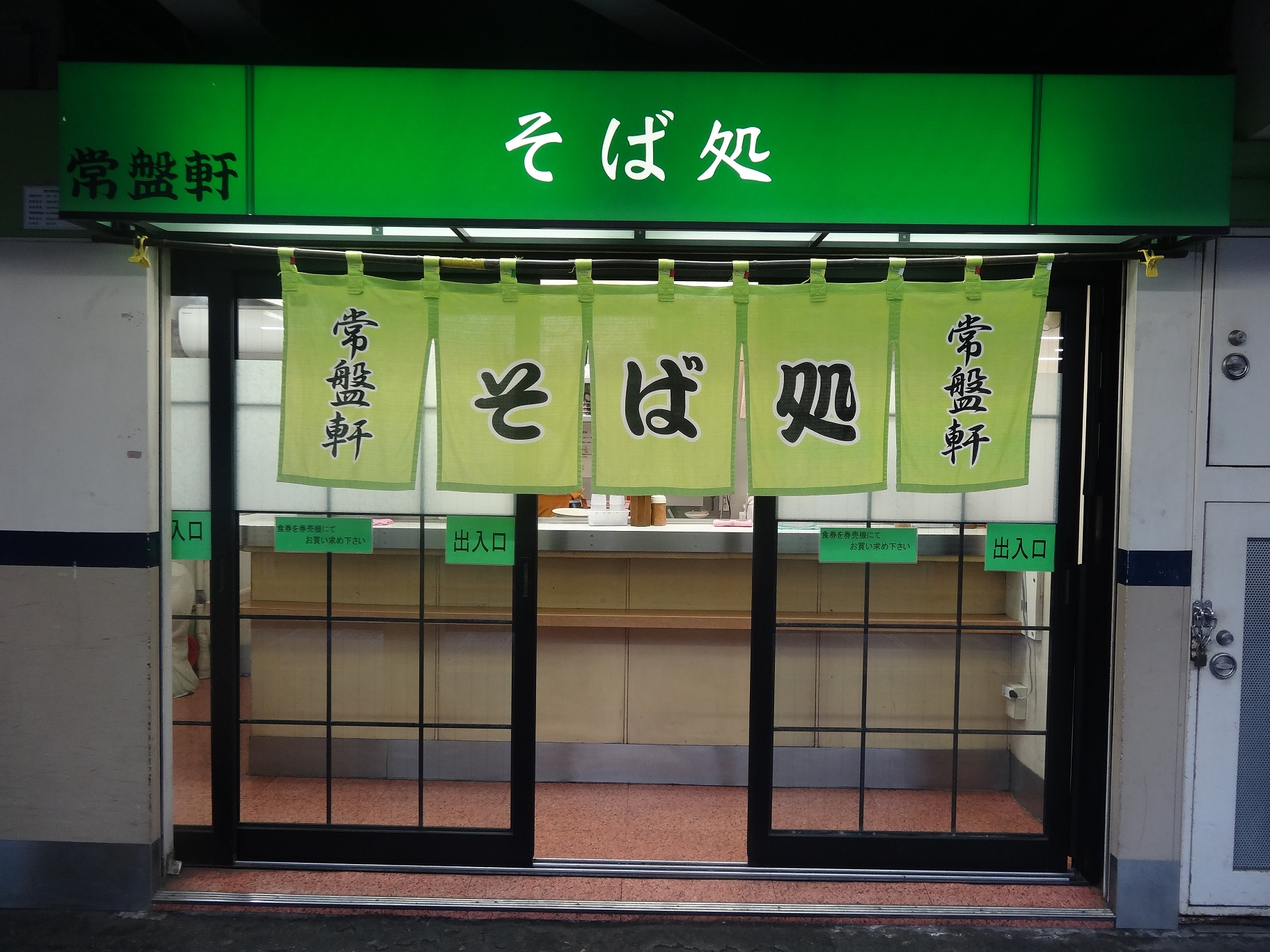
品川26号そば店店舗外観

店舗は全て品川駅構内のJR東日本管轄エリア内に存在する。
- かき揚げ蕎麦 吉利庵（エキュート品川サウス）
- 品川 ひおき（エキュート品川サウス）

JR東日本リテールネットから受託
- 品川22号そば店（山手線内回りホーム大崎寄り）
- 品川26号そば店（横須賀線東京・千葉方面ゆきホーム東京寄り）- 千葉方面の顧客の好みに合わせて、つゆの味を濃くしている。

### 閉鎖店舗
- 品川23号そば店（京浜東北線ホーム横浜寄り、2018年7月16日閉店）
- 品川24号そば店（京浜東北線ホーム中央、2018年7月16日閉店）
- 店舗名不明（東海道線下りホーム東京寄り、2009年12月16日閉店）